# Szudziałowo (village)
Pour les articles homonymes, voir Szudziałowo.
Szudziałowo est un village polonais de la voïvodie de Podlachie et du powiat de Sokółka. Il est le siège de la gmina de Szudziałowo et compte environ 650 habitants.